# Jean-Baptiste de La Noue
Pour les articles homonymes, voir Lanoue.
Jean-Baptiste Simon Sauvé de La Noue est un acteur et dramaturge français né à Meaux le 20 octobre 1701 et mort à Paris le 13 novembre 1760.

## Biographie
Il fait ses études au collège d'Harcourt à Paris. Après avoir débuté comme comédien à Lyon vers 1721 et dirigé la troupe de Rouen durant six ans, il intègre la troupe de la Comédie-Française en 1742 dont il devient le 122e sociétaire la même année. Il prend sa retraite en 1757.
Il est l'auteur d'une dizaine de comédies, dont Mahomet second (1739), parodiée la même année par Charles-Simon Favart sous le titre de Moulinet premier, Zélisca (1746) et La Coquette corrigée (1756), considérée comme sa meilleure œuvre.
Sa dernière pièce, L'Obstiné (1760), en vers et en un acte, n'a pu être créée à la Comédie-Française car Sauvé de La Noue est mort peu de temps après l'avoir écrite. Tombée dans l'oubli, elle est jouée pour la première fois en mai 2019 au Théâtre Gildas à Paris XIIIe par la Compagnie Bonacorsi dans un spectacle intitulé Place Sauvé de La Noue. Claude Cortesi, auteur et comédien français, en assure la mise en scène.

## Rôles
- 1747 : Annibal de Marivaux, Comédie-Française : Annibal[4]
- 1752 : Bérénice de Jean Racine : Titus (9 représentations de 1752 à 1756)
- 1756 : La Coquette corrigée de Jean-Baptiste de La Noue, Comédie-Française : Clitandre